# Белоа на Соми
Белоа на Соми (фр. Belloy-sur-Somme) насеље је и општина у североисточној Француској у региону Пикардија, у департману Сома која припада префектури Амјен.
По подацима из 2011. године у општини је живело 769 становника, а густина насељености је износила 58,08 становника/km². Општина се простире на површини од 13,24 km². Налази се на средњој надморској висини од 30 метара (максималној 109 m, а минималној 12 m).

## Демографија
| 1962. | 1968. | 1975. | 1982. | 1990. | 1999. | 2011. |
| ----- | ----- | ----- | ----- | ----- | ----- | ----- |
| 529   | 547   | 570   | 620   | 733   | 788   | 769   |

График промене броја становника у току последњих година